# Province de Vaasa
 (mai 2019).
Si vous disposez d'ouvrages ou d'articles de référence ou si vous connaissez des sites web de qualité traitant du thème abordé ici, merci de compléter l'article en donnant les références utiles à sa vérifiabilité et en les liant à la section « Notes et références ».

Province de Vaasa (En vert)

La province de Vaasa (en finnois : Vaasan lääni, prononcé [ˈʋɑːsɑn ˈlæːni]; en suédois : Vasa län, prononcé [²vɑːsa ˈlɛːn]) était une province historique de Finlande, créée en 1775 quand la Finlande était partie de la Suède, à partir de la partie méridionale de l’Ostrobotnie. Elle porte le nom de son chef-lieu Vaasa. Elle a existé jusqu’en 1997.